# Onoraziano
Onoraziano (in latino Honoratianus; fl. 260) è stato un politico dell'Impero delle Gallie, l'impero secessionista dall'Impero romano.
Nel 260, anno delle ribellione di Postumo e della fondazione dell'Impero delle Gallie, Onoraziano fu onorato con il consolato assieme allo stesso Postumo.